# Bryan MacLean
Bryan Andrew MacLean (25 de septiembre de 1946 - 25 de diciembre de 1998) fue un cantante, guitarrista y compositor estadounidense, conocido por su trabajo como miembro de la banda de rock Love. Entre sus composiciones más destacadas se encuentran temas como "Alone Again Or," "Old Man," y "Orange Skies." Es medio hermano de la cantante Maria McKee.

## Biografía
El padre de MacLean fue un destacado arquitecto que trabajó para numerosas estrellas de Hollywood, como Elizabeth Taylor y Dean Martin. Con tres años llamó la atención de su vecino, el pianista y compositor Frederick Loewe, cuando lo escuchó tocar el piano. Sus primeras influencias fueron Billie Holiday y George Gershwin, pero sobre todo Elvis Presley. Durante su infancia escuchaba continuamente discos de musicales de Broadway como Guys and Dolls, Oklahoma, South Pacific y West Side Story. Su primera novia fue Liza Minnelli con la que se sentaba al piano para interpretar temas de El mago de Oz. En 1957 tuvo un pequeño papel en la película An Affair to Remember de Leo McCarey. 
Con diecisiete años descubrió a The Beatles en la película A Hard Day's Night, un hecho que influyó enormemente a un MacLean adolescente, que dejó crecer su pelo y adoptó una actitud rebelde que le supuso la expulsión de la escuela secundaria.

### Carrera profesional
En 1963 comenzó a tocar profesionalmente la guitarra en el club Balladeer en West Hollywood. Su repertorio abarcaba desde el folk hasta el delta blues, interpretando frecuentemente versiones de temas como "Cross Road Blues" de Robert Johnson. En esta época conoció a los fundadores de The Byrds, Gene Clark y Jim McGuinn, y entabló amistad con David Crosby y con la compositora Sharon Sheeley, quien le arregló su primera cita con la cantante Jackie DeShannon.
MacLean acompañó a the Byrds como encargado de equipo cuando estos se pusieron en marcha para promocionar su primer sencillo, "Mr. Tambourine Man." Pero posteriormente quedó muy decepcionado cuando la banda se fue de gira al Reino Unido prescindió de él.
Tras una fallida audición con The Monkees, se unió al músico Arthur Lee, cuya banda, The Grass Roots, actuaba como residente del club Brave New World. Lee estaba interesado en el grupo de bailarines y en la puesta en escena que MacLean había conseguido para The Byrds y quería que este se los proporciones para sus actuaciones en el club.
La banda de Arthur Lee estaba compuesta por Johnny Echols (guitarra solista), Johnny Fleckenstein (bajo), Don Conka (batería). Bryan MacLean se incorporó como guitarra rítmica. A pesar del éxito alcanzado por la formación, otra banda de Los Ángeles, liderada por P. F. Sloan, cuyo nombre también era The Grass Roots, fue primera en registrar una grabación, por lo que el grupo de Lee hubo de cambiar de nombre, siendo conocidos a partir de este momento como Love.

### Love
Jac Holzman fichó a la banda para su discográfica, Elektra Records, y  en 1966 publicaron su primer sencillo, una versión del tema de Burt Bacharach y Hal David, "My Little Red Book", que alcanzó cierto éxito. Ese mismo año publicaron su álbum de debut, titulado Love, al que MacLean contribuyó firmando la canción "Softly to Me," así como coescribiendo otros dos temas. 
En 1966, Love alcanzaron el puesto 33 de las listas de éxitos norteamericanas con el sencillo proto-punk, "7 and 7 Is," a lo que siguió la publicación de se segundo álbum en noviembre de este mismo año, bajo el título de Da Capo, al que MacLean contribuyó con el tema "Orange Skies", muy aclamado por la crítica.
A pesar de su éxito inicial, a mediados de 1967 la alineación 'clásica' ya se estaba desmoronando, debido a una combinación de factores que incluyen tensiones internas, falta de ensayos, uso de drogas, la creciente rivalidad creativa entre Lee y MacLean y la negativa de Lee a viajar para promocionar sus discos. Sin embargo, esta alineación se mantuvo el tiempo suficiente para crear un tercer y último álbum, Forever Changes, considerado por la prensa especializada como uno de los mejores álbumes de rock de la historia. La revista Rolling Stone, lo posicionó en el número 40 de su lista de los 500 mejores álbumes de todos los tiempos, NME (New Music Express) en el puesto  6 de la lista de los 100 mejores álbumes de todos los tiempos (2003) y Virgin en el puesto 11 del Top 1000 de los mejores álbumes de la historia (2000). En mayo de 2012 fue incluido en el National Recording Registry. 
Gran parte del mérito de que Forever Changes viera la luz se debió al trabajo del coproductor Bruce Botnick. Tras las primeras sesiones de grabación y ante la actitud de parte de la banda, Botnik se vio obligado a contratar a músicos de sesión pertenecientes a la prestigiosa formación conocida como "The Wrecking Crew" para grabar con Lee y MacLean en dos temas. Este hecho provocó cierta conmoción en la banda, que tras regresar a los ensayos pudieron retomar las grabaciones y completar el álbum en a penas 64 horas.
El tema de MacLean, "Alone Again Or", que abre el álbum, fue el único de los sencillos que alcanzó a entrar en la lista Billboard, alcanzando el puesto 99 en 1970. En 2010, "Alone Again Or" fue posicionada como la número 442 de la lista de las 500 mejores canciones de todos los tiempos según la Revista Rolling Stone. El tema ha tenido versiones de bandas como UFO, Calexico o The Damned.

### Carrera en solitario
MacLean recibió una oferta para lanzar su carrera en solitario por parte de Elektra Records tras la disolución de Love, pero tras estudiar las "demos" grabadas por este, la compañía discográfica retiró su oferta. Posteriormente escribió la partitura de una banda sonora e intentó publicar un álbum con Capitol Records en Nueva York, pero ambos proyectos fracasaron. 
Bryan MacLean encontró consuelo a sus problemas en la religión, ingresando en la Iglesia Vineyard, la misma que posteriormente abrazaría Bob Dylan. Durante una lectura de la Biblia, tomó parte en el concierto de música cristiana quedando gratamente sorprendido por la reacción de la audiencia. Posteriormente abrió un club de música cristiana en Beverly Hills llamado The Daisy, y cuando este cerró en 1976 decidió volver profesionalmente a la música.
Intentó con Arthur Lee una reunión infructuosa de los miembros originales de Love en 1978. En 1982 la banda de MacLean actuó como telonera del grupo de Lee en el club Whisky a Go Go en Los Ángeles. También trabajó con su medio hermana Maria McKee y escribió la canción "Don't Toss Us Away" para el álbum debut de su banda, Lone Justice.
A mediados de los años 90, la madre de MacLean encontró la maqueta rechazada por Elektra Records en el garaje de la residencia familiar. La cinta contenía composiciones realizadas por MacLean entre 1965 y 1967 para Love y tras varios años de negociaciones con compañías discográficas, se llegó a un acuerdo con Sundazed Music, que tras realizar un cuidadoso trabajo de restauración, publicó en 1997 este material en el CD Ifyoubelievein.
En las notas del álbum, MacLean escribió, "La música que se presenta en esta colección fue escrita hace décadas, cuando formaba parte de la banda Love, y fue escrita para ser interpretada por esa banda. Creo firmemente que si las cosas hubieran sido de otra manera, probablemente, ya se habrían escuchado, sino todos, muchos de los temas que se presentan aquí. Por un lado, me hubiera quedado mucho más tiempo en la banda, sin sentir la frustración de tener una acumulación de material inédito y el deseo natural de reconocimiento, o incluso de reivindicación.."
MacLean completó un álbum de música cristiana y se encontraba preparando la grabación otro más cuando encontró la muerte por un ataque al corazón en Los Ángeles el día de Navidad de 1998.